# زن ممنوع
زن ممنوع یک فیلم کوتاه تجربی محصول کشور افغانستان به کارگردانی یما رئوف است که در نمایشگاه هنری هایک آرنت دی کی در آلمان به عنوان یک اثر هنری انتخاب شده است. این فیلم اولین بار در ماه ماه مارس ۲۰۱۵ در افغانستان، در شهر مزارشریف، در یک جشنواره فیلم کوتاه برای بزرگداشت از روز جهانی زنان اکران شد و جایزه بهترین فیلم کوتاه را دریافت کرد. در دسامبر ۲۰۱۵ در جشنواره فیلم کوتاه در ونکوور، روی پرده بزرگ رفت و در اکتبر ۲۰۱۵ در جشنواره فیلم بین‌المللی زنان در هرات اشتراک داشت. این فیلم در رده فیلم‌های منتخب نهایی در بخش "موضوع اجتماعی" در ماه ژوئن ۲۰۱۶ در جشنواره تریچه سینماتوگرافیچه در رم روی پرده بزرگ نمایش نیز رفت و جایزه انتخاب حضار را برای عنوان بهترین فیلم تجربی از جشنواره حالا صدای زنان از ایالات متحده آمریکا و نیز یک جایزه دیگر را به همین عنوان از بیست و پنجمین دور رقابت بین‌المللی جشنواره یورو شورتز از پولند به‌دست آورد.
فیلم زن ممنوع یک فیلم کوتاه کمتر از ۳ دقیقه است. در این فیلم نماهای سینمایی و مناظر بیابانی به شکل سیاه و سفید به تصاویر کشیده شده است.

## موضوع
موضوع این فیلم روی بالای "نه" بزرگ میچرخد که زنان در جوامع اسلامی به آن مواجه اند. وقتی نوبت به زن می رسد، زن از تصمیم گیری منع میشود. اکثریت زنان از نابرابری رنج می برند، اما تعداد کمی می از آنان برای مبارزه برای حق شان می ایستند. گرچه در زن ممنوع دختران انگشت شمار را روی صحنه می بینید، اما قصه ای این فیلم، بازگو کننده داستان تقریباً هر زن ساکن در جوامع بنیادگرای مذهبی است که زن جنس شخصی و تحت امر مرد محسوب می شود.[۱][۴]

## خلاصه داستان
دختری پیاده و تنها در بیابان راه می رود، علامتی است که نشان می دهد که هیچ زنی نمی‌تواند از آنجا عبور کند. در وسط راه به فردی برمی خورد که نقاب بدجنسانه دارد، و سلاحی در دست. همه چیز قرار نیست به خوبی به پایان برسد ... مگر اینکه نقاب او را می‌درد و به راه رفتن ادامه میدهد و فرد بدجنس پشت سر او اشک می ریزد. سپس روز بعد فرا می رسد که یک گروه از دختران در همان بیابان از راه رسیده اند، مطمئن نیستید که از چه کاری باید بکنند. سپس آنان نقابی را می بینند که در باد شناورست.